# Condado de Lee (Texas)
O Condado de Lee é um dos 254 condados do estado norte-americano do Texas. A sede do condado é Giddings, e sua maior cidade é Giddings.
O condado possui uma área de 1 642 km² (dos quais 14 km² estão cobertos por água), uma população de 15 657 habitantes, e uma densidade populacional de 10 hab/km² (segundo o censo nacional de 2000).
O condado foi criado em 1874. Foi nomeado em homenagem ao general confederado Robert E. Lee.